# Habenaria dentifera
Habenaria dentifera är en orkidéart som beskrevs av Charles Schweinfurth. Habenaria dentifera ingår i släktet Habenaria och familjen orkidéer. Inga underarter finns listade i Catalogue of Life.